# Bromomethan
Bromomethan (brommetan) hay methyl bromide là hợp chất hữu cơ có công thức hóa học CH3Br. Đây là khí không màu, không mùi, không cháy, được cả ở sản xuất quy mô công nghiệp lẫn trong một số quá trình sinh học. Hóa chất này được một số quốc gia sử dụng làm thuốc bảo vệ thực vật cho đến đầu những năm 2000.

## Sản xuất
Bromomethan có nguồn gốc tự nhiên lẫn nhân tạo. Ước tính, các sinh vật biển sản sinh khoảng 1-2 tỉ kilogram hàng năm. Các loài thuộc họ Cải cũng sản sinh chất này. Bromomethan sử dụng trong công nghiệp và trong nông nghiệp được điều chế từ phản ứng giữa methanol với hydrogen bromide:
CH3OH + HBr → CH3Br + H2O

## Sử dụng
Năm 1999, ước tính có 71.500 tấn methyl bromide tổng hợp được sử dụng trên toàn thế giới. 97% trong số này dùng để diệt nấm. Hơn 75% sản lượng được tiêu thụ tại các nước phát triển.

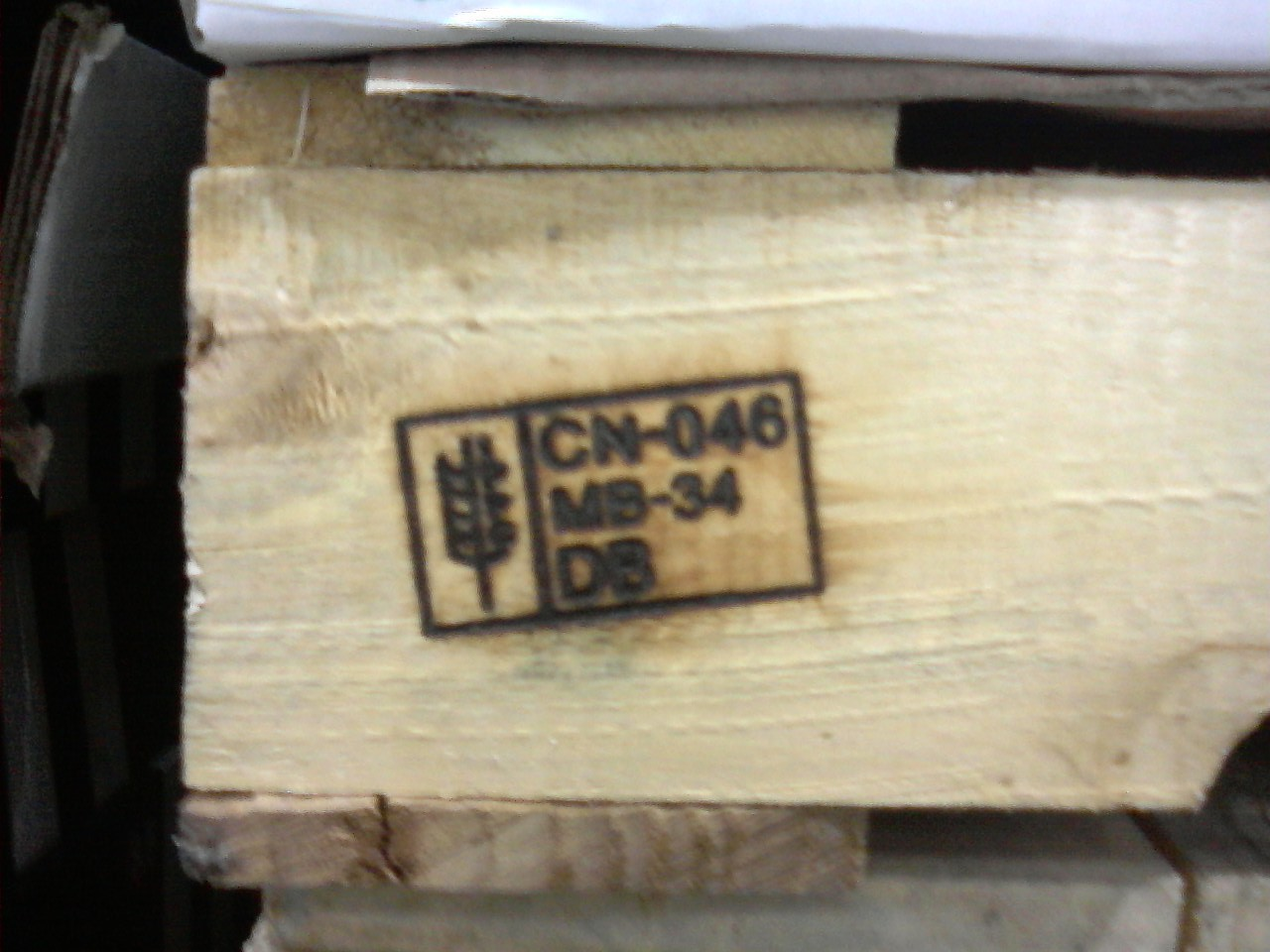
Ký hiệu ISPM 15 trên pallet xuất xứ Trung Quốc. Chữ MB trên gỗ chỉ ra rằng gỗ đã được xử lý bằng methyl bromide để diệt trừ dịch hại.